# پینی، شهرستان پاپ، آرکانزاس
پینی (به انگلیسی: Piney) یک منطقهٔ مسکونی در ایالات متحده آمریکا است که در شهرستان پوپ، آرکانزاس واقع شده‌است. پینی ۱۶۴٫۹ متر بالاتر از سطح دریا واقع شده‌است.